# Aranda (Espagne)
Pour les articles homonymes, voir Aranda.
La comarque de Aranda (en français aussi Arande) est une région aragonaise dans la Province de Saragosse (Espagne).

## Géographie
Elle est limitrophe au nord de la comarque de Tarazona et el Moncayo et el Campo de Borja, à l'ouest de la province de Soria, au sud et à l'est de la Communauté de Calatayud et de el Jalón Medio.
Elle est traversée par les rivières Aranda et Isuela.
L'industrie est centrée sur la production de chaussures à Illueca et Brea de Aragón, où se concentre la majorité de la population.
Parmi son patrimoine, il faut signaler le château du Pape Luna (Benoît XIII) à Illueca et le château de Mesones de Isuela, une forteresse du XVe siècle.

## Communes
- Aranda de Moncayo
- Brea de Aragón
- Calcena
- Gotor
- Illueca
- Jarque
- Mesones de Isuela
- Oseja
- Pomer
- Purujosa
- Sestrica
- Tierga
- Trasobares

## Personnages Illustres
- Pape Luna (Benoît XIII)
- Fernando Aranda, Pacha